# Fortino di Ponente
Il fortino di Ponente fu costruito a Lido di Camaiore nella zona di arenile tra via del Fortino e la Fossa dell'Abate all'altezza dell'attuale via Garibaldi per ordine del Senato lucchese, nel 28 maggio 1770, su progetto di Giovanni Francesco Giusti.
Nello stesso periodo fu costruito anche il Fortino di Levante di Viareggio, situato sull'arenile di Viareggio di fronte pineta di Levante.
Le due installazioni, insieme al fortino sulla Foce di Viareggio alla fine del molo di ponente del canale Burlamacca (dal 1768 aveva sostituito la torre Matilde, ormai troppo lontana dalla costa per difendere adeguatamente il porto), dal quale dipendevano, dovevano difendere la costa lucchese dai pirati nordafricani, e funzionare come postazioni fisse d'osservazione.